# 王泽民 (1921年)
王泽民（1921年1月—2011年2月22日），男，山东蓬莱人，中华人民共和国政治人物，曾任中共江西省委常委、组织部部长，江西省人大常委会副主任，第七届全国人大代表。